# Kocioł (województwo pomorskie)
Kocioł (dodatkowa nazwa w j. kaszub. Kòcół) – kolonia w Polsce położona w województwie pomorskim, w powiecie bytowskim, w gminie Lipnica. Do 31 grudnia 2016 pod nazwą Kocieł.